# Saint-Philibert (Côte-d’Or)
Saint-Philibert ist eine französische Gemeinde mit 542 Einwohnern (Stand 1. Januar 2022) im Département Côte-d’Or in der Region Bourgogne-Franche-Comté (vor 2016 Bourgogne); sie gehört zum Arrondissement Beaune und zum Kanton Nuits-Saint-Georges.

## Geographie
Saint-Philibert liegt etwa sechzehn Kilometer südsüdwestlich von Dijon. Umgeben wird Saint-Philibert von den Nachbargemeinden Gevrey-Chambertin im Norden, Westen und Osten, Broindon im Osten und Südosten, Gilly-lès-Cîteaux im Süden sowie Morey-Saint-Denis im Südwesten.

## Bevölkerung
| Jahr                       | 1962 | 1968 | 1975 | 1982 | 1990 | 1999 | 2006 | 2013 | 2019 |
| Einwohner                  | 143  | 136  | 117  | 296  | 391  | 410  | 416  | 448  | 508  |
| Quellen: Cassini und INSEE |      |      |      |      |      |      |      |      |      |

## Sehenswürdigkeiten

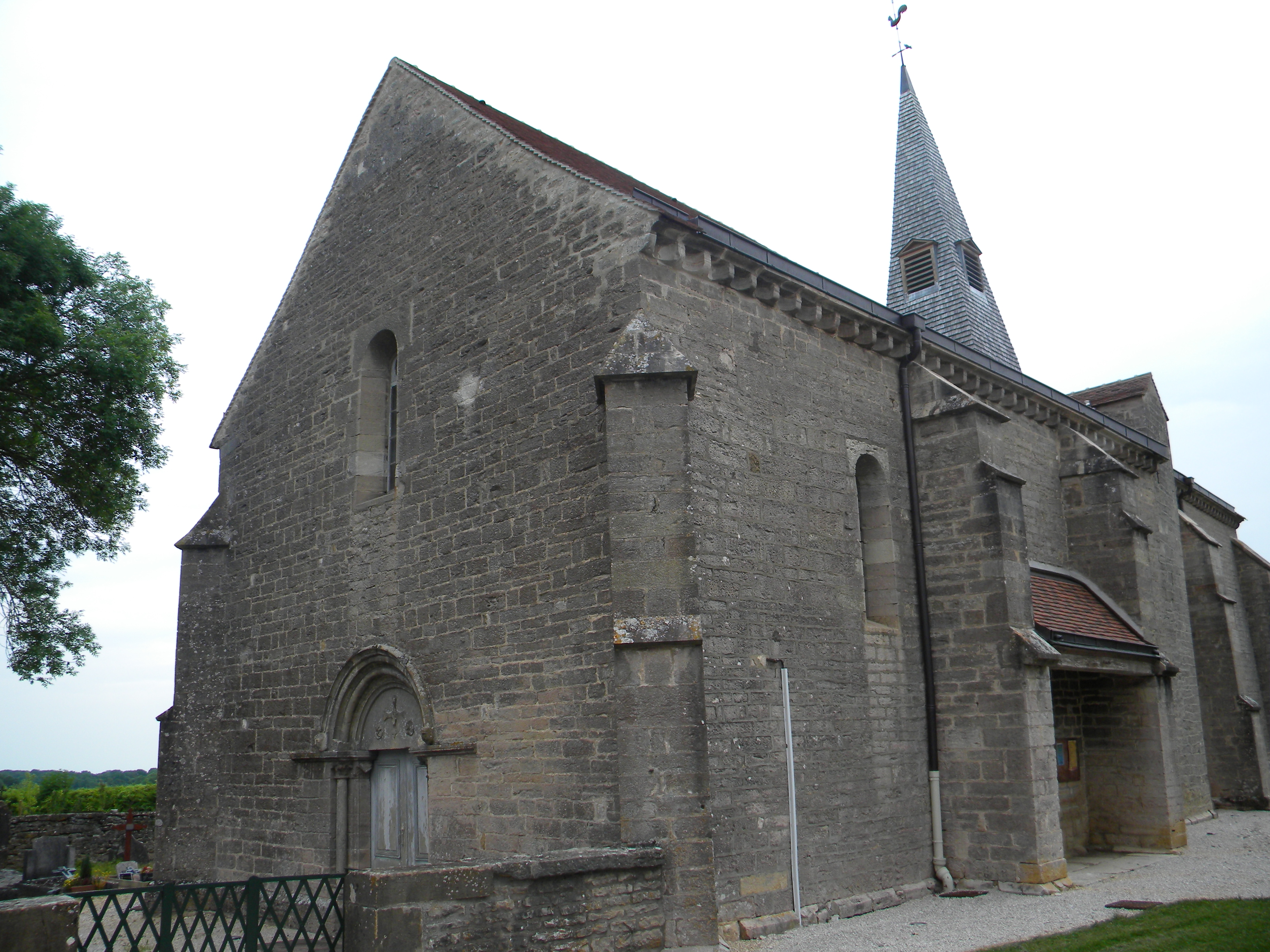
Kirche Saint-Philibert-et-Saint-Bernard

- Kirche Saint-Philibert-et-Saint-Bernard